# Dolichoglottis
Dolichoglottis es un género de plantas con flores perteneciente a la familia Asteraceae. Tiene dos especies. Es originario de Chile. La mayoría de sus miembros han sido colocados en el género Senecio.

## Taxonomía
El género fue descrito por B. Nord. y publicado en Opera Botanica 44: 33. 1978.

## Especies
- Dolichoglottis lyallii (Hook.f.) B.Nord.
- Dolichoglottis scorzoneroides (Hook.f.) B.Nord.